# Kartell-Convent
Der Kartell-Convent der Verbindungen deutscher Studenten jüdischen Glaubens (K.C.) war von 1896 bis 1933 ein deutschnationaler Korporationsverband jüdischer Studentenverbindungen. Im Jahr 1913 hatte er etwa 930 Mitglieder in zehn Verbindungen, 1925 waren es 26 Verbindungen.

## Gründung und Selbstverständnis

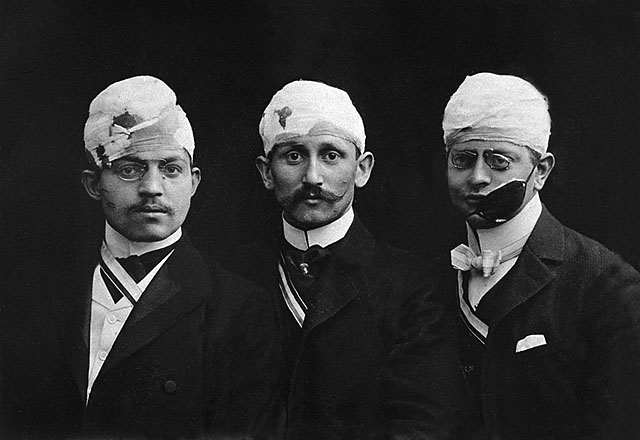
Heidelberger K.C.-Studenten (1906)

Der K.C. wurde 1896 gegründet. „Als erste K.C.-Verbindung war die Viadrina Breslau von jungen Medizinern und einem jüdischen Theologen gegründet worden. Die Denkschrift offenbart eine ungewöhnliche Urteilskraft und persönliche Reife der Gründer. Sie wollte das stark durch antisemitische Propaganda erschütterte Selbstvertrauen der jüdischen Bevölkerung im allgemeinen und der jüdischen Studenten im besonderen stärken.“ „Diese Ziele lassen erkennen, daß ihre Mitglieder zu den Juden zählten, die sich bewußt als deutsche Staatsbürger fühlten und durch die gesellschaftliche Entwicklung ins Hintertreffen gekommen waren. Diese Gruppe hätte von vornherein ihre Bedeutung gehabt, wenn nicht die Verleihung von Staatsbürgerrechten an Juden so stürmisch bei der sogenannten Emanzipation durchgeführt worden wäre.“ In Königsberg, der nach Berlin und Breslau größten jüdischen Gemeinde, gehörte die Friburgia (1912) zum K.C. Die Friburgia lehnte den Zionismus ab.
Indem er sich zur Genugtuung mit der Waffe bekannte, stand der Kartell-Convent in Gegensatz zu den Verbindungen im Verband jüdischer Studentenvereine (in Königsberg die Makkabäa von 1904). Der K.C. pflegte das Säbelfechten in besonderer Weise und erstrebte die Anerkennung seiner Waffen. Der Allgemeine Deutsche Waffenring lehnte das ab, verweigerte aber nicht die persönliche Genugtuung.

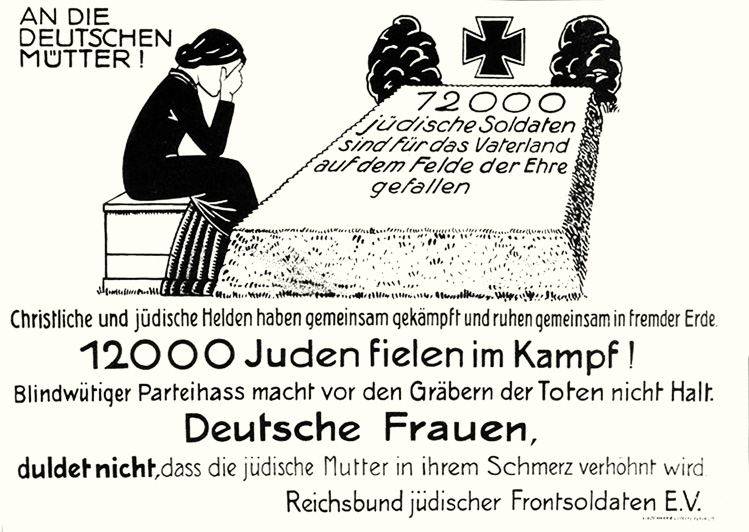
Handzettel (1920) vom Reichsbund jüdischer Frontsoldaten

Als 1919 in der gesamten Studentenschaft die sogenannte Judenfrage erörtert und in Hannover und München der Ausschluss aller jüdischen Studenten aus der Deutschen Studentenschaft gefordert wurde, gab der Kartell-Convent seine Verluste im Ersten Weltkrieg und die Zahl der verliehenen Auszeichnungen bekannt.
Aus zionistischer Sicht war der K.C. Teil des „Abwehrjudentums“, das sich als Reaktion auf den zunehmenden deutschen Antisemitismus gebildet hatte und dessen patriotische Deklarationen und Identitätserklärungen an das Deutschtum als „würdelos“ empfunden wurden.

## Nachleben
Noch Jahrzehnte nach der Auflösung des Kartell-Convents 1933 pflegten einige der Alten Herren, die aus Deutschland emigriert waren, dessen Traditionen fortzuführen. So hielt der K.C. 1957 in New York eine Gedächtnisfeier anlässlich des 80. Geburtstages von Ludwig Holländer.

## Bekannte Mitglieder

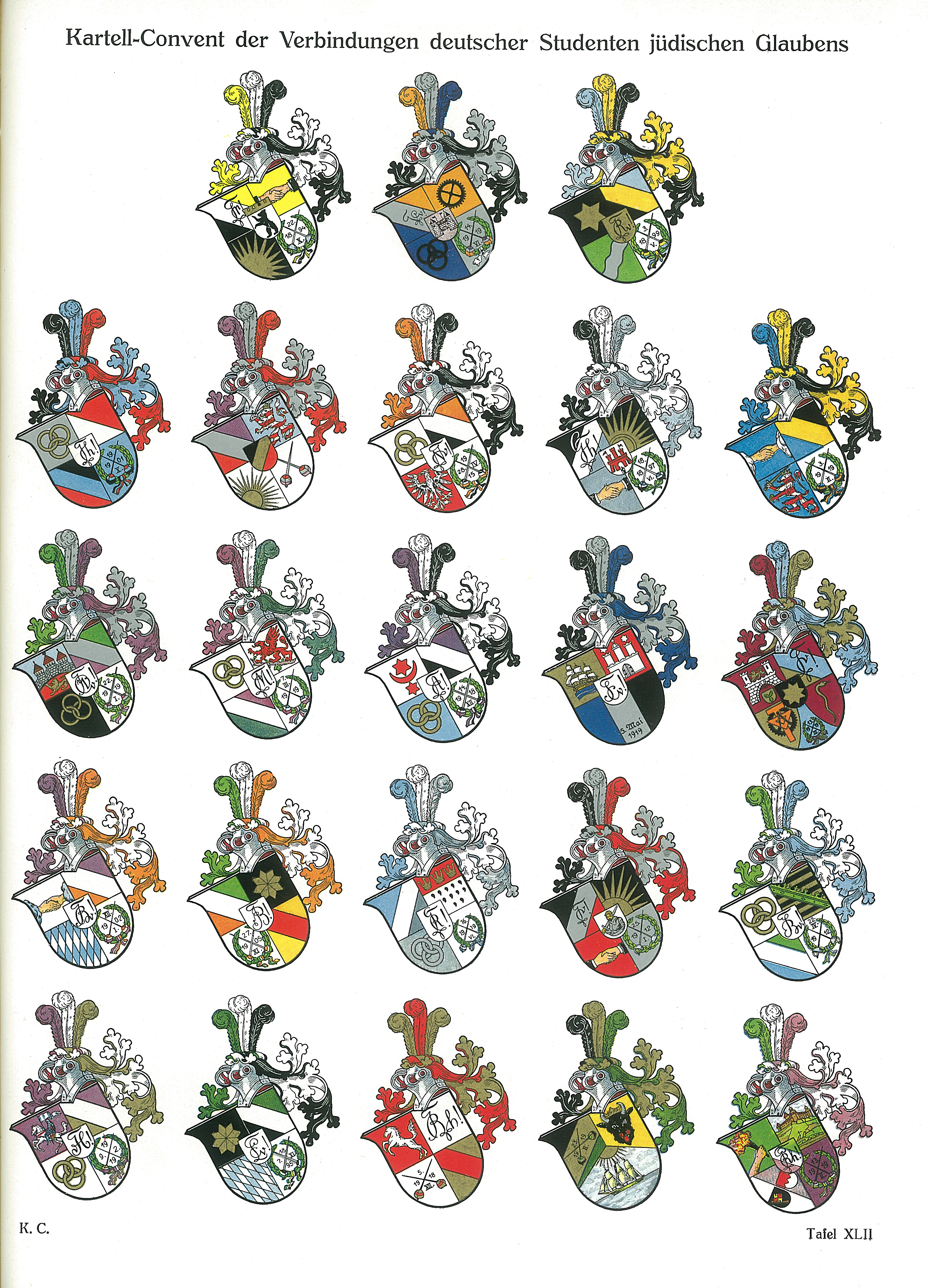
Bünde des Kartell-Convents, Berlin 1931

- Bünde des Kartell-Convents, Berlin 1931Ludwig Guttmann (1899–1980), deutscher Neurochirurg und Behindertensportlobbyist
- Ludwig Haas (1875–1930), Politiker, Mitglied des Reichstags, badischer Innenminister
- Magnus Hirschfeld (1868–1935), Arzt und Sexualforscher
- Ludwig Holländer (1877–1936), Jurist, Mitgründer des Philo-Verlags, Vorstandsmitglied des Central-Vereins
- Benno Jacob (1862–1945), Rabbiner, Mitgründer der Viadrina Breslau
- Julius Kleeberg (1894–1988), Mediziner
- Leo Löwenstein (1879–1956), Chemiker, Offizier und Vorsitzender des RjF
- Ludwig Marum (1882–1934), SPD-Politiker, KZ-Opfer

## Mitgliedsverbindungen
Die Sortierung erfolgt alphabetisch nach Hochschulort.
|  |
|  |
|  |
|  |
|  |

|  |
|  |
|  |
|  |
|  |

|  |
|  |
|  |
|  |
|  |

|  |
|  |
|  |
|  |
|  |

|  |
|  |
|  |
|  |
|  |

|  |
|  |
|  |
|  |
|  |

|  |
|  |
|  |
|  |
|  |

|  |
|  |
|  |
|  |
|  |

|  |
|  |
|  |
|  |
|  |

|  |
|  |
|  |
|  |
|  |

|  |
|  |
|  |
|  |
|  |

|  |
|  |
|  |
|  |
|  |

|  |
|  |
|  |
|  |
|  |

|  |
|  |
|  |
|  |
|  |

|  |
|  |
|  |
|  |
|  |

|  |
|  |
|  |
|  |
|  |

|  |
|  |
|  |
|  |
|  |

|  |
|  |
|  |
|  |
|  |

|  |
|  |
|  |
|  |
|  |

|  |
|  |
|  |
|  |
|  |

|  |
|  |
|  |
|  |
|  |

|  |
|  |
|  |
|  |
|  |

|  |
|  |
|  |
|  |
|  |

|  |
|  |
|  |
|  |
|  |

|  |
|  |
|  |
|  |
|  |

|  |
|  |
|  |
|  |
|  |

|  |
|  |
|  |
|  |
|  |

|  |
|  |
|  |
|  |
|  |

|  |
|  |
|  |
|  |
|  |